# Tryblidiida
Tryblidiida — ряд молюсків з класу моноплакофор, що містить 29 сучасних видів. Населяють океани на глибинах від 175 до 6500 м.

## Історія відкриття
До 1952 р. ці організми були відомі тільки по скам'янілостях від раннього кембрію до середини девону (550—380 млн років тому). Першою було описано моноплакофору Veleropilina zografi в 1896 р., але у той час вона була віднесена до Patellogastropoda з черевоногих молюсків. Цей вид був остаточно класифікований, як моноплакофора 87 роками пізніше, в 1983 р.
У квітні 1952 р. живий зразок був знайдений біля коста-риканського узбережжя Тихого океану. Вид був названий Neopilina galatheae його першовідкривачем, данським біологом Henning М. Lemche (1904—1977). Біологи називають це відкриття «однією з найбільших сенсацій XX століття». До 2008 року було описано 29 сучасних видів.

## Класифікація

### Сучасні види
Ряд Tryblidiida
- Родина Laevipilinidae
  - Рід Laevipilina J. H. McLean, 1979
    - Вид Laevipilina antarctica Warén & Hain, 1992
    - Вид Laevipilina cachuchensis Urgorri, García-Alvarez & Luque, 2005[5]
    - Вид Laevipilina hyalina J. H. McLean, 1979
    - Вид Laevipilina rolani Warén & Bouchet, 1990
    - Вид Laevipilina theresae Schrödl, 2006
- Родина Micropilinidae
  - Рід Micropilina Warén, 1989
    - Вид Micropilina arntzi Warén & Hain, 1992
    - Вид Micropilina minuta Warén, 1989
    - Вид Micropilina rakiura Marshall, 1998
    - Вид Micropilina reingi Marshall, 2006
    - Вид Micropilina tangaroa Marshall, 1992
    - Вид Micropilina wareni Marshall, 2006
- Родина Monoplacophoridae
  - Рід Monoplacophorus Moskalev, Starobogatov & Filatova, 1983
    - Вид Monoplacophorus zenkevitchi Moskalev, Starobogatov & Filatova, 1983
- Родина Neopilinidae
  - Рід Adenopilina Starobogatov & Moskalev, 1987
    - Вид Adenopilina adenensis (Tebble, 1967)

  - Рід Neopilina H. Lemche, 1957
    - Вид Neopilina bruuni Menzies, 1968
    - Вид Neopilina galatheae Lemche, 1957
    - Вид Neopilina rebainsi Moskalev, Starobogatov & Filatova, 1983

  - Рід Rokopella Starobogatov & Moskalev, 1987
    - Вид Rokopella brummeri Goud & Gittenberger, 1993
    - Вид Rokopella capulus Marshall, 2006
    - Вид Rokopella euglypta (Dautzenberg & Fischer, 1897)
    - Вид Rokopella goesi (Warén, 1988)
    - Вид Rokopella oligotropha (Rokop, 1972)
    - Вид Rokopella segonzaci Warén & Bouchet, 2001

  - Рід Veleropilina Starobogatov & Moskalev, 1987
    - Вид Veleropilina reticulata (Seguenza, 1876)
    - Вид Veleropilina veleronis (Menzies & Layton, 1963)
    - Вид Veleropilina zografi (Dautzenberg & Fischer, 1896)

  - Рід Vema (Clarke & Menzies, 1959)
    - Вид Vema bacescui (Menzies, 1968)
    - Вид Vema ewingi (Clarke & Menzies, 1959)
    - Вид Vema hyalina
    - Вид Vema levinae Warén, 1996
    - Вид Vema occidua Marshall, 2006

### Викопні форми
- Рід †Ellsworthoconus  Webers et al. 1992
- Надродина †Kiringelloidea Starobogatov 1970 
  - Родина †Archaeophialidae Knight and Yochelson 1958
  - Родина †Kirengellidae Rozov 1975
  - Родина †Romaniellidae Rozov 1975
- Надродина Tryblidioidea von Zittel 1899
  - Родина †Bipulvinidae
  - Родина †Drahomiridae
  - Родина †Proplinidae
  - Родина †Tryblidiidae